# Felipe Arizmendi Esquivel
Felipe Arizmendi Esquivel (Coatepec Harinas, 1 mei 1940) is een Mexicaans geestelijke en een kardinaal van de Rooms-Katholieke Kerk.
Arizmendi Esquivel werd op 25 augustus 1963 priester gewijd. Daarna was hij werkzaam in pastorale functies.
Op 7 februari 1991 werd Arizmendi Esquivel benoemd tot bisschop van Tapachula; zijn bisschopswijding vond plaats op 7 maart 1991. Op 31 maart 2000 volgde zijn benoeming tot bisschop van San Cristóbal de las Casas.
Arizmendi Esquivel ging op 3 november 2017 met emeritaat.
Arizmendi Esquivel werd tijdens het consistorie van 28 november 2020 kardinaal gecreëerd. Hij kreeg de rang van kardinaal-priester. Zijn titelkerk werd de San Luigi Maria Grignion de Montfort. Omdat hij op het moment van creatie ouder was dan 80 jaar is hij niet gerechtigd deel te nemen aan een conclaaf. 
- Library of Congress Control Number: no97043951
- Virtual International Authority File: 311340438
- WorldCat: E39PBJtCDGhkJRFck69Tx68cT3